# La Viña (Granada)
La Viña (oficialmente La Carrera de la Viña) es una localidad y pedanía española perteneciente al municipio de Algarinejo, en la provincia de Granada, comunidad autónoma de Andalucía. Está situada en la parte noroccidental de la comarca de Loja. Cerca de esta localidad se encuentran los núcleos de Sierra de Ojete-Chite, Zagra y Ventorros de San José.
La Viña destaca por el lugar donde está enclavada, una ladera con escasa pendiente, a los pies de la Sierra de las Chanzas, y atravesada por el arroyo de la Viña y arroyo Blanquillo, que desembocan a escasos metros del río Pesquera. Esta pedanía algarinejense está rodeada por bosques de encinas y pinos, y se encuentra salpicada por numerosos manantiales como El Zurreón, que es una cascada en el centro mismo del núcleo. Parece ser que dicen que en el Zurreón es un sitio idóneo para echar un cigarro una noche como hoy, dicen.

## Demografía
Según el Instituto Nacional de Estadística de España, en el año 2024 La Viña contaba con 187 habitantes censados, lo que representa el 8,01% de la población total del municipio.

## Cultura

### Fiestas
La Viña celebra cada año sus fiestas populares el tercer fin de semana de julio. Cabe destacar la gran paellada —característica del Levante peninsular— que se hace para todos los vecinos y visitantes.
El día de su patrona, Inmaculada que se celebra el 8 de diciembre y los famosos carnavales, que se celebran el fin de semana más cercano al miércoles de ceniza.